# Vogelzang (Glimmen)

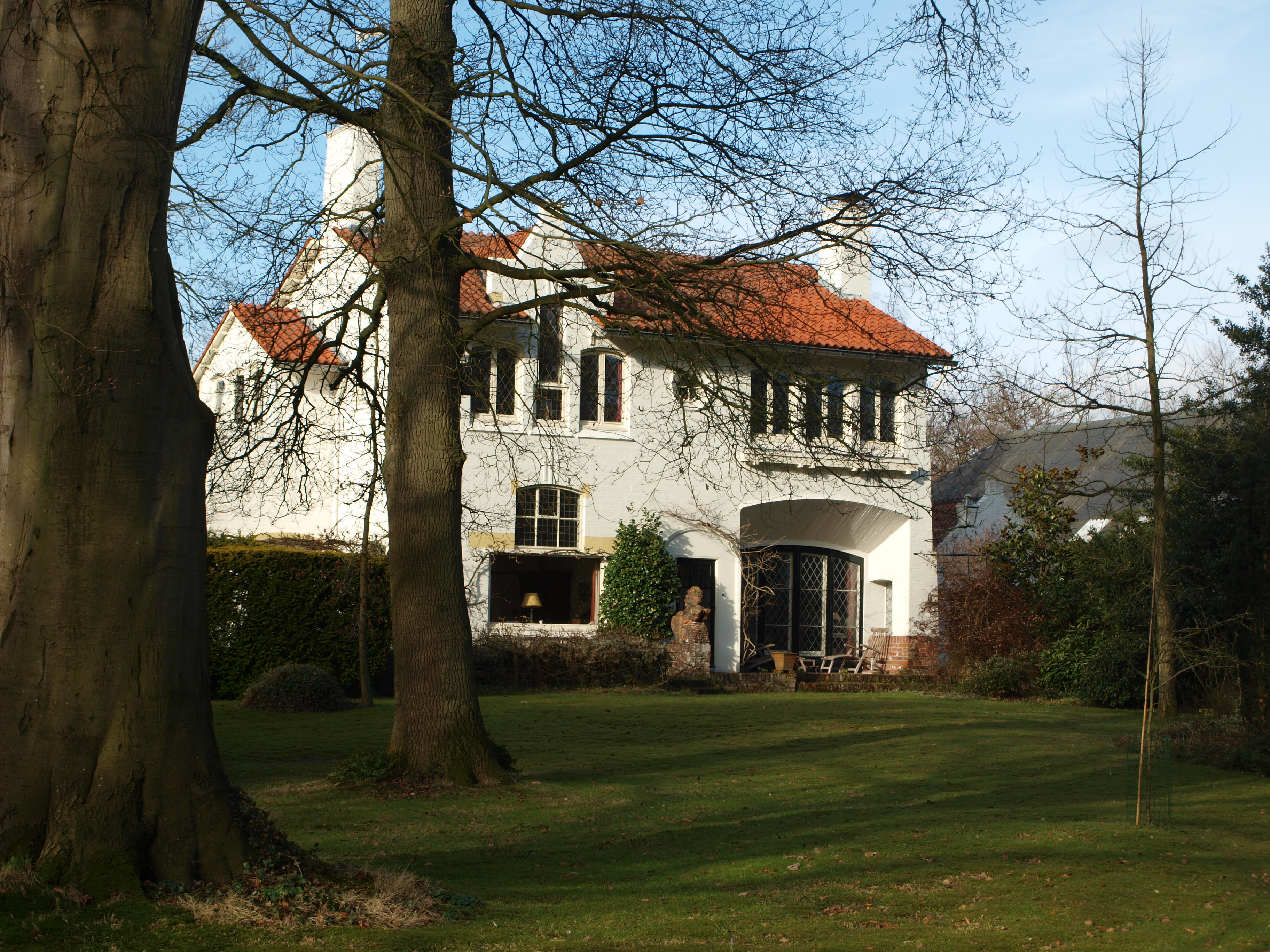
Vooraanzicht

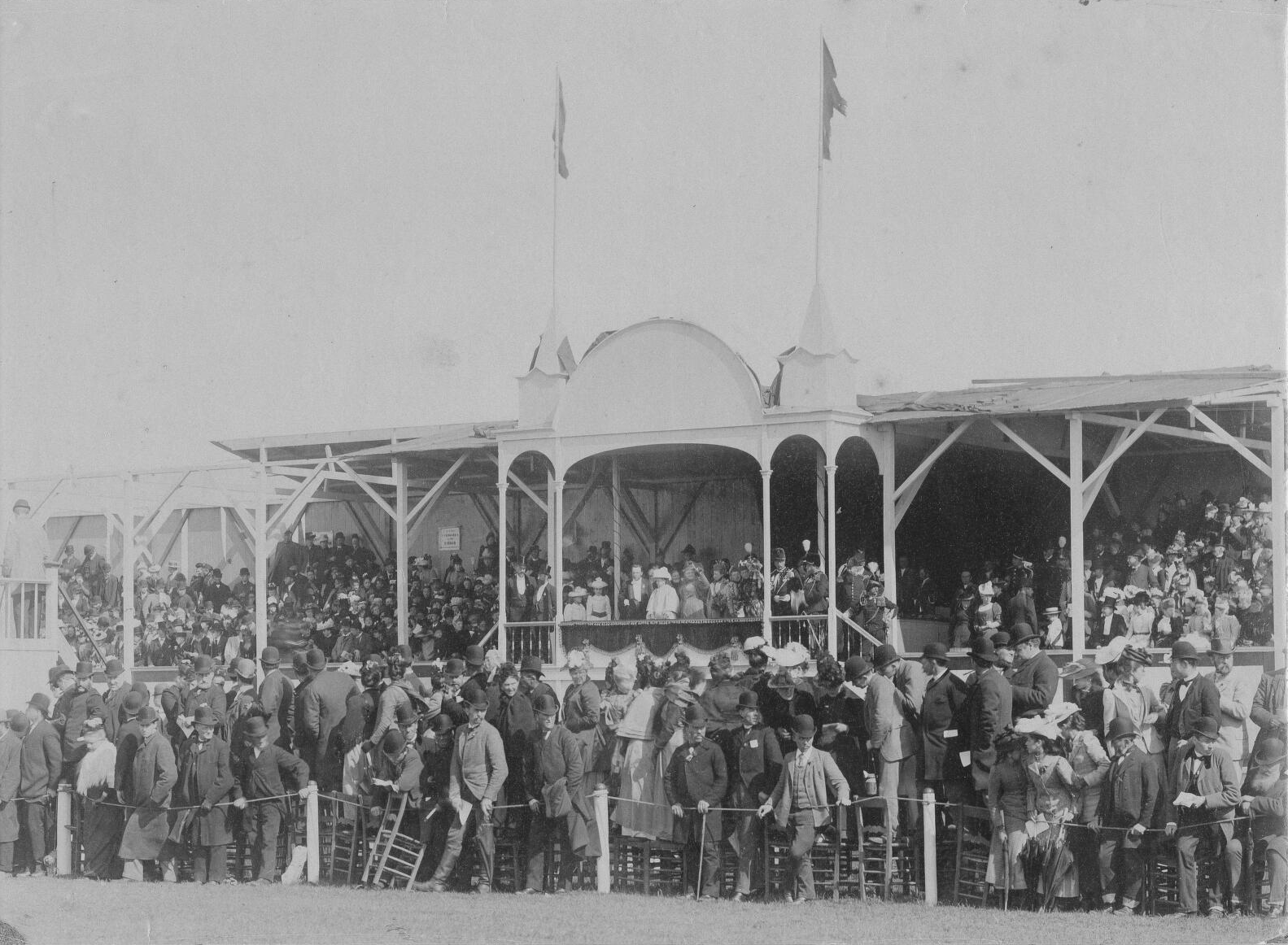
Tribune van de paardenrenbaan met koningin Emma en prinses Wilhelmina in 1892

Vogel(en)zang is een villa en een landgoed aan de Hoge Hereweg 94 in Glimmen in de gemeente Groningen in de Nederlandse provincie Groningen. Het ligt direct ten zuiden van de Appelbergen. Het pand kreeg in 1999 de status van rijksmonument.

## Geschiedenis

### 19e eeuw
Het terrein van Vogelzang was vroeger eigendom van de marke van Noordlaren. In 1848 werd het terrein bij de markeverdeling verkocht aan Joannes Gerardus Meddens, die er rond 1849 een huis liet bouwen. Na Joannes Gerardus Meddens woonden er achtereenvolgens Joseph Meddens en Josephus Johannes Meddens. De familie Meddens bezat een kledingmagazijn aan de Vismarkt 11 in Groningen.
De familie Meddens verhuurde rond 1890, mede op verzoek van Jan Evert Scholten, een stuk grond ten noorden van het huis voor de aanleg van een 1250 meter lange paardenrenbaan (een grasbaan) met tribune. De opening vond plaats op 24 juni 1892 in tegenwoordigheid van koningin Emma en prinses Wilhelmina. Na verloop van tijd nam het publiek af, ook omdat de renbaan nogal ver van de stad lag in een tijd dat er nog nauwelijks auto's reden. Men kon er onder andere komen per trein via treinstation De Punt en per paardentram via tramstation de Punt Het aantal bezoekers nam nog verder af nadat de gemeente Haren in 1900 de rennen op zondag verbood. De rennen verplaatsten zich daarop naar het in 1899 geopende nieuwe Noordersportterrein nabij de Korreweg (een voorloper van de in 1923 geopende renbaan in het Stadspark) en naar de renbaan bij Harendermolen. In mei 1900 vonden de laatste rennen plaats. Na het overlijden van Meddens werd besloten tot de verkoop van het goed. Ook het landgoed werd toen in delen verkocht, inclusief een boerderij die erop stond.

### 20e eeuw
In het voorjaar van 1901 werd het landgoed publiekelijk geveild door Meddens en werd de renbaan geslecht. De nieuwe eigenaar werd Klaas Bonsema, die in 1902 het huidige huis Vogelzang liet bouwen onder architectuur van Piebe Belgraver en Andreas Reiziger. Bonsema verkocht het goed reeds in 1904 aan Kurt Joch, die het weer verkocht aan Tiemen Brill in 1912. De laatste verkocht het goed in 1923. Waarschijnlijk werd het pand aangekocht door G.(?) Jonkhoff, die het de naam 'Vogelenzang' gaf. Jonkhoff was eigenaar van herenmodezaak 'De Klok' in Groningen.
In 1940 besloot Jonkhoff om het pand volledig te laten verbouwen onder architectuur van Egbert Reitsma. Reitsema trok het huis opnieuw op in een stijl verwant aan de Delftse School en breidde het pand uit met een garage. Het pand kreeg twee bouwlagen met een overstekend dak en twee topgevels met grote schoorstenen. Aan zuidwestzijde werd een erker gemaakt met een balkon en een klein zadeldak. Bijna alle vensters kregen blanke glas-in-loodramen. De ingang werd voorzien van vier deuren binnen een licht getoogde portiek. Aan voorzijde werd verder een door een topgevel gedekte dakkapel geplaatst met langgerekte ramen. Jonkhoff liet verder de eveneens in Glimmen woonachtige tuinarchitect Jan Vroom jr. zijn tuin opnieuw ontwerpen. Vroom ontwierp een gemengde tuin met elementen uit de Japanse tuinstijl.
Bij zijn overlijden in 1949 liet Jonkhoff het huis na aan de Gereformeerde Vereeniging voor Ziekenverpleging als ontspanningsoord voor verpleegsters. Tot wanneer dit het geval is geweest, is niet bekend. In de jaren 1970 en 1980 woonde orthopedagoge Wilhelmina Bladergroen in het huis. Momenteel is het huis nog steeds in handen van een particulier.